# Jens Scholkmann
Jens Scholkmann (* 10. Februar 1939 in Berlin; † 28. Juni 2015) war ein deutscher Schauspieler und Regisseur.

## Leben
Er absolvierte eine Schauspielausbildung an der staatlichen Max-Reinhardt-Schauspielschule in Berlin.

## Theater
1958/1959 war er am Schauspielhaus Bochum engagiert, von 1959 bis 1960 am Landestheater Schleswig unter Horst Gnekow, 1960–1965 am Stadttheater Luzern (Schweiz) wiederum unter Gnekow. In Luzern spielte Jens Scholkmann in mehr als 50 Produktionen mit. 1965–1968 war er am Theater der Freien Hansestadt Bremen engagiert und spielte dort u. a. unter der Regie von Kurt Hübner und Peter Zadek. Daran schloss sich 1968–1973 ein Engagement am Stadttheater Münster an. Dort führte er auch in zahlreichen Produktionen Regie.
Von 1973 bis 1997 war er Künstlerischer Leiter der Werkbühne Bayer Leverkusen
(Kulturabteilung) und inszenierte dort regelmäßig. Serkan Kaya und Katharina Lorenz machten zu dieser Zeit unter seiner Anleitung ihre ersten Schritte in ihre spätere Schauspiel-/Musicalkarriere.

## Fernsehen
Scholkmann trat im NDR, WDR, im Hessischen Rundfunk und Saarländischen Rundfunk im Fernsehen auf. 1974–1990 war er Moderator der ZDF-Dauerwerbesendung Schaufenster am Donnerstag. Gastauftritte hatte er in den Fernsehserien Großstadtrevier, Der Landarzt und Aktenzeichen XY sowie TV-Filmen wie „Mit Achtzehn“.

## Funk
Er war u. a. über 25 Jahre für Radio Bremen in zahlreichen Hörspielen, künstlerischen Features, Unterhaltungssendungen, Schulfunk und Literatursendungen als Sprecher tätig. Dazu gehörten preisgekrönte Produktionen wie z. B. das sechsteilige Hörspiel Der Wind in den Weiden von Kenneth Grahame (RB 1976, Regie: Charlotte Niemann), das auf LP und MC erschienen sind.
Eine Hauptrolle hatte er auch 1979 neben Benno Sterzenbach in dem Kriminalhörspiel Wie das Blühende Leben von Rolf Bohn. Die Regie führte Günter Siebert. 1980 war er, erneut unter der Regie von Charlotte Niemann, in vier Folgen der neunteiligen Kinderhörspielserie Pu der Bär (Titelrolle Horst Breiter) nach Alan Alexander Milne zu hören. Die Serie ist 2013 beim Hörverlag auf CD erschienen.

## Engagements

### Theaterrollen
(Auswahl)
Schauspielhaus Bochum, 1958–1959
- Lokführer in „Noch 10 Minuten bis Buffalo“ von Günter Grass

Landestheater Schleswig, 1959–1960
- Möbius in „Ein besserer Herr“ von Hasenclever
- Mulay Hassan in „Fiesco“ von Schiller
- Rolle als BoyFriend im Musical „BoyFriend“
- Nr. 8 in „12 Geschworene“

Stadttheater Luzern (Schweiz), 1960–1965
- Marat in „Verfolgung und Ermordung Marats unter Anleitung des Marquis de Sade“ von Peter Weiß
- Jerry in „Zoogeschichte“ von E. Albee
- Domingo in „Don Carlos“ von Schiller
- „Woyzeck“ von Büchner
- Narr in Shakespeares „Was ihr wollt“
- Wang in „Der gute Mensch von Seznan“ von Brecht
- Möbius in „Physiker“ von Dürrenmatt
- Thersites in Shakespeares „Troilus und Cressida“
- Einpersonenstück „Tagebuch eines Wahnsinnigen“ nach der Novelle von Nicolai Gogol
- Eigenproduktion „Jazz und Lyrik“ mit Luzerner Schauspielern und Jazz-Musikern

Theater der Freien Hansestadt Bremen, 1965–1968
- als Julien in „Die Kaktusblüte“
- König Claudius in „Hamlet“ (Regie: Kurt Hübner)
- Mortimer in „Arsen und Spitzenhäubchen“
- Dr. Rank in „Nora“ von Ibsen (Regie: Peter Zadek)
- Sergeant in „Ereignisse beim Bewachen der Bofors - Kanone“

Stadttheater Münster, 1968–1973
- Karl Moor in „Die Räuber“ von Schiller
- Läufer in „Hofmeister“ von Lenz/Brecht
- Richard III. in „Richard III.“ von Shakespeare
- Matti in „Puntila und sein Knecht Matti“ von Brecht
- Gangster im Musical „Kiss me Kate“
- Julien in „Die Kaktusblüte“
- Titelrolle im Einpersonenstück „Tagebuch eines Wahnsinnigen“ von Gogol

Freie Engagements
- Ruhrfestspiele Recklinghausen: Rosse in „Macbeth“ von Shakespeare (Regie: Heyme)
- Luisenburg-Festspiele Wunsiedel

### Regie
(Auswahl)
Stadttheater Münster, 1968–1973
- „Yvonne, Prinzessin von Burgund“ (Gombrowicz)
- „Magic Afternoon“ (Bauer)
- „Play Strindberg“ (Dürrenmatt)
- „Das Mündel will Vormund sein“ (Handke)
- „Die Kaktusblüte“ (Barillet)
- „Montserrat“ (Robles)
- „Alles im Garten“ (Albee)
- „Der Volksfeind“ (Ibsen)
- „Amerika Hurra“ (van Itallie)
- „… und was kommt danach?“ (Saunders)

Gastinszenierungen (Auswahl)
- „Die verzauberten Brüder“ (Schwarz) – Städtische Bühnen Bonn
- „Don Carlos“ (Schiller) – Theater Krefeld/Mönchengladbach
- „Ein besserer Herr“ (Hasenclever) -Theater Krefeld/Mönchengladbach
- „Furcht und Elend des 3. Reiches“ (Brecht) – Theater Krefeld/Mönchengladbach
- „Die neuen Leiden des jungen W.“ (Plenzdorf) – Zimmertheater Münster
- „Die Gehaltserhöhung“ (Perec) – Zimmertheater Münster

Künstlerischer Leiter der Werkbühne Bayer Leverkusen (Kulturabteilung), 1973–1997
- 73/74 Nachricht aus der Provinz (Ziem)
- 73/74 Hans und Grete ziehen um (Hachfeld/Jensen)
- 73/74 Die Katusblüte (Barillet/Gredy)
- 74/75 Stokkerlok und Millipilli (Hachfeld/Ludwig)
- 75/76 Pünktchen und Anton (Kästner)
- 75/76 Der Selbstmörder (Erdmann)
- 76/77 Erika (Krechel)
- 76/77 Fazz und Zwoo (Campbell/Wiens)
- 77/78 Die Fuchsjagd (Christie)
- 77/78 Bremer Freiheit (Fassbinder)
- 78/79 Die verzauberten Brüder (Schwarz)
- 79/80 Ein besserer Herr (Hasenclever)
- 80/81 Die Kleinbürgerhochzeit
- 80/81 Szenen aus der Messinkauf (Brecht)
- 81/82 Don Gil von den grünen Hosen (Molina)
- 82/83 Die Geisel (Behan)
- 83/84 Die Rätselprinzessin (Liebenfels)
- 83/84 Die Gehaltserhöhung (Perec)
- 84/85 Hier sind Sie richtig (Camoletti)
- 85/86 Dem Manne kann geholfen werden – Uraufführung (Herbert Rosendorfer)
- 86/87 Der Nackte und der Mann im Frack/Der Dieb, der nicht zu Schaden kam (Dario Fo)
- 87/88 Der Bürger als Edelmann (Moliere)
- 88/89 Alles im Garten (Albee)
- 89/90 Victor oder die Kinder an der Macht (Vitrac)
- 90/91 Ivanov (Tschechow)
- 91/92 Sein Doppelgänger (Hennequin/Duval)
- 92/93 Oh Du Geliebte meiner 27 Sinne – Uraufführung (Dada Collage von Jens Scholkmann)
- 93/94 Die Nacht des Leguan (Williams)
- 94/95 Oh je, Oh je, da hängt ja einer (Tardieu)
- 95/96 Mandragola/Uraufführung (Rosendorfer)
- 96/97 Der Revisor (Gogol)[5]